# محمد آيت الحاج
محمد آيت الحاج (من مواليد 22 مارس 2002) هو لاعب كرة قدم جزائري محترف يلعب لصالح نادي اتحاد الجزائر في الرابطة الجزائرية المحترفة الأولى.

## مسيرته
في 16 يناير 2022، ظهر محمد آيت الحاج لأول مرة في الرابطة مع اتحاد الجزائر ضد مولودية الجزائر. كان من المقرر أن يصبح آيت الحاج بلا نادي في صيف 2022، لأن عقده القديم كان سينتهي في 7 يوليو 2022، مما يحتم عليه تمديده في أقرب وقت ممكن، مع المخاطرة برؤيته ينضم إلى نادٍ آخر. يمثلان آيت الحاج وعبد الرؤوف عثماني مستقبل النادي، ولذلك فمن المنطقي أن تمدد إدارة اتحاد الجزائر عقديهما. وفي 1 أبريل، سجل آيت الحاج هدفه الأول في الرابطة ضد شبيبة القبائل. في 3 يونيو 2023، فاز آيت الحاج باللقب الأول في مسيرته الكروية بفوزه بكأس الكونفدرالية الإفريقية 2022–23 بعد فوزه على يانغ أفريكانز التنزاني.

## إحصائيات المسيرة

### مع الأندية
آخر تحديث 28 ديسمبر 2022.
| النادي             | الموسم             | الدوري                   | الدوري | الدوري  | الكأس  | الكأس   | البطولات القارية | البطولات القارية | الأخرى | الأخرى  | المجموع | المجموع |
| النادي             | الموسم             | الدرجة                   | الظهور | الأهداف | الظهور | الأهداف | الظهور           | الأهداف          | الظهور | الأهداف | الظهور  | الأهداف |
| ------------------ | ------------------ | ------------------------ | ------ | ------- | ------ | ------- | ---------------- | ---------------- | ------ | ------- | ------- | ------- |
| اتحاد الجزائر      | 2021–22            | الرابطة الجزائرية الأولى | 10     | 2       | —      | —       | —                | —                | —      | —       | 10      | 2       |
| اتحاد الجزائر      | 2022–23            | الرابطة الجزائرية الأولى | 13     | 1       | 0      | 0       | 1                | 0                | —      | —       | 14      | 1       |
| اتحاد الجزائر      | المجموع            | المجموع                  | 23     | 3       | 0      | 0       | 1                | 0                | —      | —       | 24      | 3       |
| المجموع في المسيرة | المجموع في المسيرة | المجموع في المسيرة       | 23     | 3       | 0      | 0       | 1                | 0                | —      | —       | 24      | 3       |

1. ↑  جميع ظهوره في كأس الكونفيدرالية الإفريقية

## مسيرته الدولية
في ديسمبر 2022، استدعى مجيد بوقرة اللعب محمد آيت الحاج لأول مرة إلى منتخب الجزائر لكرة القدم للمحليين لمعسكر تدريبي لمدة أسبوع في الجزائر العاصمة. وفي 2 يناير 2023، اختير آيت الحاج ضمن القائمة المكونة من 28 لاعبًا للمشاركة في بطولة أمم إفريقيا للمحليين 2022.

## الإنجازات
مع اتحاد الجزائر
- كأس الكونفيدرالية الإفريقية 2022–23[4]
- كأس السوبر الإفريقي 2023[9]